# Петриківська сільська рада (Тернопільський район)
Пе́триківська сільська́ ра́да — адміністративно-територіальна одиниця та орган місцевого самоврядування в Тернопільському районі Тернопільської області. Адміністративний центр — село Петриків.

## Загальні відомості
Петриківська сільська рада утворена в 1939 році.
- Територія ради: 11,72 км²
- Населення ради: 3 159 осіб (станом на 2001 рік)
- Територією ради протікає річка Серет

## Населені пункти
Сільській раді підпорядковані населені пункти:
- с. Петриків

## Населення
Згідно з переписом УРСР 1989 року чисельність наявного населення сільської ради становила 2680 осіб, з яких 1207 чоловіків та 1473 жінки.
За переписом населення України 2001 року в сільській раді мешкало 3150 осіб.

### Мова
Розподіл населення за рідною мовою за даними перепису 2001 року:
| Мова       | Відсоток |
| ---------- | -------- |
| українська | 98,99 %  |
| російська  | 0,76 %   |
| молдовська | 0,09 %   |
| білоруська | 0,06 %   |
| вірменська | 0,06 %   |

## Склад ради
Рада складається з 23 депутатів та голови.
- Голова ради: Король Володимир Михайлович

### Керівний склад попередніх скликань
| Прізвище, ім'я, по батькові  | Основні відомості                                                 | Дата обрання | Дата звільнення |
| ---------------------------- | ----------------------------------------------------------------- | ------------ | --------------- |
| Батько Мирослав Васильович   | Сільський голова, 1955 року народження, безпартійний              | 26.03.2006   | 31.10.2010      |
| Лазорко Руслан Володимирович | Сільський голова, 1974 року народження, освіта вища, безпартійний | 31.10.2010   | 12.11.2015      |
| Король Володимир Михайлович  | Сільський голова, 1962 року народження, безпартійний              | 13.11.2015   |                 |

Примітка: таблиця складена за даними сайту Верховної Ради України

### Депутати
За результатами місцевих виборів 2010 року депутатами ради стали:

#### За суб'єктами висування
| Суб'єкт висування                                   | Кількість обраних депутатів | %    |
| --------------------------------------------------- | --------------------------- | ---- |
| Самовисування                                       | 18                          | 78,3 |
| Політична партія Всеукраїнське об'єднання «Свобода» | 3                           | 13   |
| Єдиний Центр                                        | 1                           | 4,3  |
| Українська соціал-демократична партія               | 1                           | 4,3  |

#### За округами
| № округу                                            | Прізвище, ім'я, по батькові     | Дата визнання обраним | Освіта             | Партійна приналежність                       | Відомості про обраного депутата                            |
| --------------------------------------------------- | ------------------------------- | --------------------- | ------------------ | -------------------------------------------- | ---------------------------------------------------------- |
| Єдиний Центр                                        |                                 |                       |                    |                                              |                                                            |
| 11                                                  | Мерва Світлана Миронівна        | 31.10.2010            | середня спеціальна | член Єдиного Центру                          | ВАТ «Тернопільська птахофабрика», технічний працівник      |
| Політична партія Всеукраїнське об'єднання «Свобода» |                                 |                       |                    |                                              |                                                            |
| 1                                                   | Лихий Андрій Богданович         | 31.10.2010            | середня            | член Всеукраїнського об'єднання «Свобода»    | ДПФ «Екотехніка», водій                                    |
| 5                                                   | Губ'як Богдан Денисович         | 31.10.2010            | вища               | член Всеукраїнського об'єднання «Свобода»    | приватний підприємець                                      |
| 21                                                  | Питель Володимир Ігорович       | 31.10.2010            | вища               | член Всеукраїнського об'єднання «Свобода»    | КС «Калина», юрист                                         |
| Українська соціал-демократична партія               |                                 |                       |                    |                                              |                                                            |
| 20                                                  | Петришин Віктор Михайлович      | 31.10.2010            | вища               | член Української соціал-демократичної партії | пенсіонер                                                  |
| Самовисування                                       |                                 |                       |                    |                                              |                                                            |
| 2                                                   | Спяк Михайло Андрійович         | 31.10.2010            | вища               | позапартійний                                | ТРДА Відділ освіти, начальник господарської групи          |
| 3                                                   | Вовк Юрій Йосипович             | 31.10.2010            | вища               | позапартійний                                | загальноосвітня школа І-ІІІ ст. № 16 м. Тернопіль, вчитель |
| 4                                                   | Федірко Андрій Богданович       | 31.10.2010            | середня спеціальна | позапартійний                                | приватний підприємець                                      |
| 6                                                   | Пиж Іван Васильович             | 31.10.2010            | середня спеціальна | позапартійний                                | КП «Тернопіль водоканал», слюсар                           |
| 7                                                   | Парфенюк Віктор Григорович      | 31.10.2010            | вища               | позапартійний                                | приватний підприємець                                      |
| 8                                                   | Ридзай Василь Романович         | 31.10.2010            | середня спеціальна | позапартійний                                | Тернопільсько-Зборівська Єпархія УГКЦ, водій               |
| 9                                                   | Бойко Іван Орестович            | 31.10.2010            | середня спеціальна | позапартійний                                | приватний підприємець                                      |
| 10                                                  | Мазур Юрій Степанович           | 31.10.2010            | вища               | позапартійний                                | ПП «М. І.Н. А.», заступник директора                       |
| 12                                                  | Хлипавка Іван Євгенович         | 31.10.2010            | середня спеціальна | позапартійний                                | тимчасово не працює                                        |
| 13                                                  | Матейко Володимир Володимирович | 31.10.2010            | вища               | позапартійний                                | ЗАТ «Джей Ті Інтернешнл Компані Україна», дистриб'ютор     |
| 14                                                  | Огниста Оксана Василівна        | 31.10.2010            | середня спеціальна | позапартійна                                 | Петриківський ОКГБІ, сестра-господиня                      |
| 15                                                  | Грицан Марія Степанівна         | 31.10.2010            | середня спеціальна | позапартійна                                 | Петриківський ОКГБІ, старша медична сестра                 |
| 16                                                  | Новосад Михайло Іванович        | 31.10.2010            | вища               | позапартійний                                | Петриківський дитячий будинок-інтернат, директор           |
| 17                                                  | Сулипа Роман Несторович         | 14.11.2010            | середня            | позапартійний                                | приватний підприємець                                      |
| 18                                                  | Тарчило Йосип Михайлович        | 31.10.2010            | середня спеціальна | позапартійний                                | приватний підприємець                                      |
| 19                                                  | Довгошия Ярослава Василівна     | 31.10.2010            | вища               | член Народної партії                         | приватний підприємець                                      |
| 22                                                  | Болюх Ігор Григорович           | 31.10.2010            | вища               | позапартійний                                | Церква «Всіх святих» м. Тернопіль, наставник               |
| 23                                                  | Глушок Степан Васильович        | 31.10.2010            | вища               | позапартійний                                | ОКГБІ с. Петриків, директор                                |